# Wilhelm Staude
Wilhelm Staude (geboren 1904 in Wien, Österreich-Ungarn; gestorben März 1977 in Wien) war ein österreichisch-französischer Kunsthistoriker und Ethnologe.

## Leben
Wilhelm Staudes Vater war kaufmännischer Angestellter, er starb, als Wilhelm Staude noch nicht 2 Jahre alt war. Die Mutter schlug sich als Tabaktrafikantin durch und ermöglichte dem Sohn ein Studium. Staude studierte Kunstgeschichte und Altorientalistik in Wien, Leipzig und München und finanzierte sich das Studium als Werkstudent im Buchhandel. In München wurde er 1932 mit einer von Heinrich Glück angeregten Dissertation über die indische Malerei zur Zeit von Akbar bei Wilhelm Pinder promoviert. 
Angesichts des in Deutschland grassierenden Antisemitismus zog er 1932 nach Paris und schlug sich dort als Fremdenführer und mit Gelegenheitsarbeiten durch. Staude lernte Marcel Griaule kennen, der ihm für ein Jahr eine gering bezahlte Volontärsstelle am Musée de l’Homme besorgte und ihn aufforderte, sich in die Ikonografie der äthiopischen christlichen Kunst einzuarbeiten. Staude publizierte daraufhin erste Arbeiten auf diesem Gebiet in französischen wissenschaftlichen Zeitschriften.
Staude heiratete und geriet ohne festes Einkommen in wirtschaftliche und private Schwierigkeiten. Dazu kam der Druck auf die zunehmende Zahl deutscher politischer Immigranten. Staude gelang es, seine Mutter nach dem Anschluss Österreichs 1938 nach Frankreich zu holen. Bei Kriegsausbruch 1939 wurde Staude als Enemy Alien von den Franzosen interniert. Nach der deutschen Besetzung Frankreichs wurde er von den Deutschen in einem Konzentrationslager inhaftiert, konnte diese Zeit aber irgendwie überleben.
Staude erhielt nach Kriegsende die französische Staatsbürgerschaft, und Griaule verschaffte ihm 1953 eine Anstellung am Centre national de la recherche scientifique CNRS, wodurch er sich wieder der Wissenschaft widmen konnte. Er publizierte nun in rascher Folge Artikel zur äthiopischen Kunst im Journal des Africanistes der Société des Africanistes, in den Annales d’Ethiopie, in der Revue de l’histoire des religions und im Wiener Archiv für Völkerkunde. Ab 1953 arbeitete er mit der Wiener Kustodin Annemarie Schweeger-Hefel zusammen, woraus sich auch eine Lebenspartnerschaft entwickelte. Nach dem Tod von Griaule 1956 wurde Germaine Dieterlen Staudes Vorgesetzte im CNRS, und sie beauftragte ihn mit Feldforschungen in Westafrika. Staude und Schweeger forschten in Obervolta zur Kultur der Kurumba.

## Schriften (Auswahl)
- Moghul-Maler der Akbar-Zeit. Schneid, Wien 1935 (= Dissertation München 1932)
- Die Profilregel in der christlichen Malerei Athiopiens und die Furcht vor dem „Bösen Blick“, in: Archiv für Völkerkunde 1954, S. 117–161
- Die äthiopische Legende von der Königin von Saba und die Parsival-Erzählung Wolfram von Eschenbachs, in: Archiv für Völkerkunde 1957
- mit Annemarie Schweeger-Hefel: Die Kurumba von Lurum. Monographie eines Volkes aus Obervolta, Westafrika. Wien 1974
- Schimpf, Spott und Schläge. Brimaden in Literatur, Spiel und Initiation. Schendl, Wien 1976